# Øverbygd
Øverbygd est une localité du comté de Troms, en Norvège.

## Géographie
Administrativement, Øverbygd fait partie de la kommune de Målselv.

## Installation militaire
La garnison de Skjold du nom d'un village au sud de la localité abrite le 2e bataillon d’infanterie et un bataillon du génie de l’armée de terre norvégienne.